# Puntentelling bij bridge
De puntentelling bij bridge is in de spelregels vastgelegd. Op basis van de puntentelling per spel bestaan er verschillende wedstrijdvormen, waarvan paren, viertallen en butler de belangrijkste zijn. Doel van het spel is een optimaal aantal punten te halen, de puntentelling heeft daardoor grote invloed op zowel het bieden als het spelen.

## Puntentelling
De puntentelling per spel wordt bepaald aan de hand van het aantal behaalde slagen en het contract dat gespeeld wordt. Daarnaast speelt de zogenaamde kwetsbaarheid een rol.
Het contract geeft aan hoeveel slagen gehaald moeten worden met welke troefkleur. Het aantal behaalde slagen wordt hiermee vergeleken en dan zijn er twee mogelijkheden, het contract is gehaald (met eventueel overslagen) of het contract is niet gehaald, een of meer slagen down.
De kwetsbaarheid is per spel verschillend, kwetsbaar zijn kan extra premies opleveren, maar ook grotere verliezen wanneer het contract down is gegaan. Per ronde van vier spellen komen alle mogelijkheden voorbij: allen niet kwetsbaar, wij kwetsbaar, zij kwetsbaar en allen kwetsbaar.
Wanneer het contract gemaakt is bestaat de score uit de contractwaarde + eventuele overslagen + premies.
De contractwaarde is de hoogte van het contract vermenigvuldigd met een waarde per speelsoort volgens onderstaande tabel. Wanneer zonder troef wordt gespeeld worden er 10 punten bijgeteld.
| speelsoort         | waarde   |
| ------------------ | -------- |
| klaveren en ruiten | 20       |
| harten en schoppen | 30       |
| zonder troef       | 30 + 10* |

Wanneer het contract gedoubleerd of geredoubleerd is, dan wordt de contractwaarde verdubbeld dan wel verviervoudigd.
Overslagen leveren normaal dezelfde waarde als contractslagen, maar in gedoubleerde of geredoubleerde contracten meer. De volgende tabel geeft het aantal punten per overslag:
| overslagen    | niet kwetsbaar    | kwetsbaar         |
| ------------- | ----------------- | ----------------- |
| normaal       | waarde speelsoort | waarde speelsoort |
| gedoubleerd   | 100               | 200               |
| geredoubleerd | 200               | 400               |

Ten slotte zijn er nog premies. Allereerst levert het maken van een contract altijd een deelscorepremie (behalve bij robberbridge) of manchepremie op. Wanneer de contractwaarde kleiner is dan 100 dan heet het contract een deelscore en is de premie 50 punten. Wanneer de contractwaarde ten minste 100 punten is dan is het een manche en is er een manchepremie van 300 of 500 punten. Daarnaast zijn er premies voor het maken van een gedoubleerd of geredoubleerd contract en premies voor een klein of groot slem.
NB! Doubleren of redoubleren verdubbelt of verviervoudigt alleen de contractwaarde, maar nooit de premies.
| premie                 | niet kwetsbaar | kwetsbaar |
| ---------------------- | -------------- | --------- |
| deelscore †            | 50             | 50        |
| manche ††              | 300            | 500       |
| klein slem             | 800            | 1250      |
| groot slem             | 1300           | 2000      |
| gedoubleerd contract   | 50             | 50        |
| geredoubleerd contract | 100            | 100       |

† Niet in robberbridge
†† In robberbridge alleen als de sessie beëindigd wordt voordat een robber voltooid is
Voorbeeld.
Een contract van 3 schoppen wordt gespeeld, de leider haalt 10 slagen. Het 3-niveau staat voor 9 slagen er is dus 1 overslag, ofwel '+1'. De contractwaarde is 90 punten (3*30); dat is een deelscore, dus 50 punten premie en ten slotte 30 voor de overslag, totaal 170 punten.
Hetzelfde contract en resultaat, maar dan kwetsbaar en gedoubleerd, levert: een contractwaarde van 180 punten (3*30*2), dat is een kwetsbare deelscore, 50 punten premie, en 50 punten voor het maken van een gedoubleerd contract. Ten slotte levert de overslag kwetsbaar en gedoubleerd nog 200 punten voor een totaal van 480 punten.
Wanneer te weinig slagen zijn gemaakt en het contract down is, scoort niet het paar van de leider maar de tegenspelers. De puntentelling is eenvoudiger:
| downslagen         | normaal        | normaal   | gedoubleerd    | gedoubleerd | geredoubleerd  | geredoubleerd |
| ------------------ | -------------- | --------- | -------------- | ----------- | -------------- | ------------- |
|                    | niet kwetsbaar | kwetsbaar | niet kwetsbaar | kwetsbaar   | niet kwetsbaar | kwetsbaar     |
| -1                 | 50             | 100       | 100            | 200         | 200            | 400           |
| -2                 | 100            | 200       | 300            | 500         | 600            | 1000          |
| -3                 | 150            | 300       | 500            | 800         | 1000           | 1600          |
| elke volgende slag | 50             | 100       | 300            | 300         | 600            | 600           |

De gedoubleerde downscore voor niet kwetsbaar vanaf '-3' is telkens gelijk aan dezelfde score kwetsbaar met een downslag minder.

## Parentelling
Bij wedstrijdbridge wordt hetzelfde spel verschillende malen gespeeld. De scores die de verschillende paren hebben gespeeld worden met elkaar vergeleken. Dat kan weer op verschillende manieren. Heel vaak wordt de parentelling toegepast.
De parentelling werkt als volgt als een spel n keer gespeeld wordt
1. De NZ-scores, dus de punten volgens de puntentelling, behaald op een spel door het NZ-paar worden gesorteerd van laag naar hoog.
2. Vervolgens worden matchpunten MP toegekend, 0 voor de minimum score, 2 voor de volgende tot en met 2n-2 voor de hoogste score.
3. Bij gelijke scores worden de MP's gemiddeld
4. Vaak wordt de score omgerekend naar een percentage. Dit is de score in MP / (2n-2)
5. De OW-scores zijn het omgekeerde van de NZ-scores.

Bijvoorbeeld in een wedstrijd van 12 paren wordt elk spel zesmaal gespeeld, 6 paren hebben het spel NZ gespeeld en de andere 6 paren OW. Stel NZ zijn kwetsbaar, OW niet en de uitslagen zijn achtereenvolgens NZ 4S C, 3S +1, 3S, 3S+1, 2S+2 en OW 5KX -2. De door NZ behaalde scores zijn respectievelijk 620, 170, 140, 170, 170 en 300. Dit leidt tot de volgende scoretabel
| NZ-score | MP-initieel | MP-NZ | percentage NZ | percentage OW |
| -------- | ----------- | ----- | ------------- | ------------- |
| 140      | 0           | 0     | 0%            | 100%          |
| 170      | 2           | 4     | 40%           | 60%           |
| 170      | 4           | 4     | 40%           | 60%           |
| 170      | 6           | 4     | 40%           | 60%           |
| 300      | 8           | 8     | 80%           | 20%           |
| 620      | 10          | 10    | 100%          | 0%            |

Belangrijk kenmerk van de parentelling is dat alleen de volgorde telt, niet het behaalde aantal punten. Met andere woorden of je de hoogste score hebt met 10 of met 1000 punten verschil maakt niet uit.
Verder is elk spel even belangrijk voor de eindscore. De eindscore is weer het gemiddelde van de MP-scores van alle spellen.

## Viertallen
Viertallen wordt door velen als de zuiverste vorm van wedstrijdbridge gezien. Zoals de naam al zegt spelen twee viertallen (van elk twee paren) tegen elkaar. Elk spel wordt dus tweemaal gespeeld, waarbij het ene paar NZ en het nevenpaar OW zit.
De scores worden genoteerd, positieve scores in de wij-kolom en negatieve scores in de zij-kolom. Als alle spellen gespeeld zijn worden de scores per spel vergeleken en het verschil in punten bepaald en weer bij 'wij' of 'zij' geplaatst. Via een vaste tabel wordt dit verschil vertaald naar International Match Points of IMP's. 
Enkele veel voorkomende scores zijn
| punten  | imp   |                                                                |
| ------- | ----- | -------------------------------------------------------------- |
| 0-10    | 0     | het spel 'slaat uit'                                           |
| 20-40   | 1     | een overslag meer                                              |
| 130-260 | 4-6   | contract en down in deelscore of gemiste niet kwetsbare manche |
| 430-740 | 10-12 | gemiste kwetsbare manche of contract en down in manche         |
| 900+    | 14+   | 'swing'                                                        |

Het grote verschil met parentelling is dat manches en slems veel belangrijker zijn dan deelscores zeker in een kwetsbare situatie. Een manche of slem wordt dus sneller geboden. Immers voorzichtigheid levert (kwetsbaar) 6 IMP op als de manche niet blijkt te zitten (bijvoorbeeld 3H C = 140, 4H -1 = -100, 240 voor 'wij'), maar kost 10 IMP als het wel zit (3H +1 = 170, 4H C = 620, 450 voor 'zij'). Dus een 35-40% maakkans is voldoende.
Vanwege dezelfde reden is voor straf doubleren (onder de manche) zeldzaam, 3H-1 tegen 3HX-1 levert 100 punten op (3 IMP), maar 3H C tegen 3HXC kost 590 punten (11 IMP).
Overslagen zijn minder belangrijk. Het behalen van het contract des te meer.
Zelf een contract halen en de tegenstander down spelen leidt tot een dubbele wij-score en 4-6 IMP in een deelscore en 10-12 IMP in een manche. Een heel hoge score heet een swing, dat kan door bijvoorbeeld in zowel NZ als OW een manche te bieden en te maken, of een slem te halen en de tegenstanders down te spelen.

## Butlertelling
Butlertelling is te beschouwen als een mengvorm tussen parentelling en viertallentelling. Net als bij parenwedstrijden wordt in verschillende rondes hetzelfde spel een aantal malen gespeeld, afhankelijk van het aantal deelnemende paren. 
Voor elk spel wordt de 'datumscore' berekend, dat is de gemiddelde score op het spel (afgerond op 10). Vaak wordt een getrimd gemiddelde genomen, waarbij de allerlaagste en allerhoogste scores worden weggelaten. 
Ten slotte wordt elke score vergeleken met de datumscore en met behulp van de tabel in het aantal IMP's omgerekend.

## Robberbridge
Robberbridge wordt steeds minder gespeeld. Er is hier geen sprake van meerdere tafels en de kaarten worden direct na een spel geschud voor het volgende spel. De kwetsbaarheid is afhankelijk van het resultaat van eerdere spellen.
Het team dat een contract maakt, noteert, behalve de hierboven genoemde punten ("boven de lijn") ook nog manchepunten ("onder de lijn"). Dit zijn de punten voor het geboden contract, zonder overslagen. 
Een team dat 100 of meer manchepunten heeft verzameld, heeft een manche en is met ingang van het volgende spel kwetsbaar. Dit hoeft niet in een enkel spel te geschieden, het is mogelijk dat men pas na 2 of 3 contracten het vereiste aantal manchepunten heeft. Alle manchepunten van beide teams vervallen.
Een team dat een tweede manche maakt (anders gezegd: een team dat kwetsbaar zijnde 100 of meer manchepunten verzamelt) heeft een robber. De score daarvoor is 700 als het andere team geen manche heeft en 500 als het andere team wel een manche heeft. Alle manches van beide teams vervallen en beide teams zijn met ingang van het volgende spel niet kwetsbaar. 
Besluit men de sessie te beëindigen, dan levert een manche (dus een onvoltooide robber) 300 punten op.

## Trivia
- Bij een set speelkaarten wordt vaak een kaart met de samenvatting van de bridgepuntentelling meegegeven.